# 세르게이 밀린코비치사비치
세르게이 밀린코비치사비치(세르비아어: Сергеј Милинковић-Савић, 세르보크로아트어: Sergej Milinković-Savić, 1995년 2월 27일, 스페인 예이다 ~ )는 스페인 출생 세르비아의 축구 선수로 현재 사우디 프로페셔널리그의 알힐랄에서 미드필더로 뛰고 있다.

## 여담
그는 토리노 FC와 세르비아 축구 국가대표팀에서 활약하고 있는 바냐 밀린코비치사비치의 형이다.

## 수상

### 클럽
FK 보이보디나
- 세르비아 컵 : 우승 (2013-14)

 라치오
- 코파 이탈리아 : 우승 (2018-19), 준우승 (2016-17)
- 이탈리아 슈퍼컵 : 우승 (2017, 2019), 준우승 (2015)

### 국가대표
세르비아
- UEFA U-19 축구 선수권 대회 : 우승 (2013)
- FIFA U-20 월드컵 : 우승 (2015)

### 개인
- FIFA U-20 월드컵 브론즈볼 : 2015
- 세리에 A 올해의 팀 : 2017-18, 2021-22
- 세리에 A 최우수 미드필더 : 2018-19
- 세리에 A 이 달의 선수 : 2019년 12월, 2021년 1월
- 라치오 올해의 선수 : 2020-21, 2021-22